# True Love (cançó)
«True Love» és una cançó de la banda britànica Coldplay llançada 14 d'agost de 2014 com a quart senzill del seu sisè àlbum d'estudi, Ghost Stories.
La cançó fou enregistrada durant les sessions de gravació de l'àlbum en els estudis "The Bakery" i "The Beehive" de North London (Anglaterra), estudis construïts expressament per la gravació dels àlbums anteriors Viva la Vida or Death and All His Friends (2008) i Mylo Xyloto (2011).
Com l'àlbum i la resta de senzills, el disseny artístic fou realitzat per l'artista txeca establerta al Regne Unit, Míla Fürstová. Es tracta d'un aiguafort que consisteix en la silueta d'un cor sobre un fons blau que conté en el seu interior diverses figures i escenes màgiques entre les quals destaca un àngel. En aquest cas, l'interior de la silueta del cor és de color vermell a diferència dels altres senzills que són blanques.
El videoclip de la cançó fou dirigit per Jonas Åkerlund, que també ho va fer en «Magic» del mateix àlbum.

## Llista de cançons
1. «True Love» − 4:06